# Mbale
Mbale är en stad i östra Uganda. Den är huvudort för distriktet Mbale och beräknades ha cirka 110 000 invånare 2019. Staden ligger vid foten av Mount Elgon, 190 kilometer nordost om landets huvudstad Kampala, och är känd för sitt nattliv och klocktorn mitt i staden. I Mbale ligger Ugandas islamiska universitet. Invånarna tillhör gishu, bamasaaba och bagisu.
I trakten kring Mbale produceras kaffe, och orten är ett handelscentrum.

## Administrativ indelning
Mbale är indelad i tre administrativa divisioner:
- Industrial
- Northern
- Wanale